# Argyrocoris
Argyrocoris is een geslacht van wantsen uit de familie van de Miridae (Blindwantsen). Het geslacht werd voor het eerst wetenschappelijk beschreven door Edward Payson Van Duzee in 1912.

## Soorten
Het genus bevat de volgende soorten:

- Argyrocoris bellissimus Carvalho & Schaffner, 1973
- Argyrocoris scurrilis Van Duzee, 1912